# هيتومي يوشيزاوا
هيتومي يوشيزاوا (باليابانية: 吉澤ひとみ) هي عارضة وعارضة أزياء ومغنية وممثلة يابانية، ولدت في 12 أبريل 1985 بسايتاما في اليابان.

## وصلات خارجية
- هيتومي يوشيزاوا على موقع IMDb (الإنجليزية)
- هيتومي يوشيزاوا على موقع ميوزك برينز (الإنجليزية)
- هيتومي يوشيزاوا على موقع ديسكوغز (الإنجليزية)
- هيتومي يوشيزاوا على موقع قاعدة بيانات الفيلم (الإنجليزية)